# بيت الربع (الحيمة الخارجية)

تعديل مصدري - تعديل

بيت الربع هي إحدى قرى عزلة بني بجير بمديرية الحيمة الخارجية التابعة لمحافظة صنعاء، بلغ تعداد سكانها 120 نسمة حسب تعداد اليمن لعام 2004.